# Jeremy Zucker
Jeremy Scott Zucker (Franklin Lakes, 3 marzo 1996) è un cantautore statunitense, affiliato con Republic Records dal 2017, ha pubblicato il suo album di debutto Love Is Not Dying nel 2020, entrando nelle classifiche di 4 differenti nazioni. Nel 2021 ha pubblicato il suo secondo album Crusher.

## Biografia
Nato e cresciuto in una famiglia generalmente appassionata di musica, Zucker ha portato avanti in parallelo una carriera sia a livello musicale che a livello universitario, studiando biologia. Nel 2015 Zucker pubblica il suo primo EP Beach Island in maniera completamente indipendente, per poi firmare un contratto con l'etichetta indipendente 3OAK Music e pubblicare altri due EP attraverso tale casa discografica: Breathe nel 2015 e Motions nel 2017. Successivamente l'artista ottiene un contratto discografico con la major Republic Records, attraverso la quale pubblica già nel 2017 l'EP Idie. Uno dei singoli estratti da quest'ultimo progetto, la collaborazione con Blackbear Talk Is Overrated, viene certificato oro in USA. L'anno successivo completa gli studi accademici laureandosi in biologia.
Nel corso del 2018 pubblica svariati altri EP e relativi singoli, ottenendo numerose certificazioni con alcuni dei singoli estratti da questi progetti, tra cui Comethru con Bea Miller e All the Kids Are Depressed. Nel 2019 realizza l'EP collaborativo Brent con Chelsea Cutler, e uno dei brani estratti come singoli dall'EP, you were good to me, viene certificato platino in USA. Sempre nel 2019 pubblica il singolo Oh Mexico come primo estratto dal suo album di debutto Love Is Not Dying, pubblicato nel corso di aprile 2020. L'album raggiunge la posizione numero 57 nella Billboard 200, la numero 40 nella classifica album australiana e la numero 38 nella classifica neozelandese. Nel febbraio 2021 collabora nuovamente con Cutler su un intero EP, questa volta intitolato Brent II. Nel settembre 2021 pubblica il suo secondo album in studio Crusher, preceduto da vari singoli tra cui una collaborazione con Tate McRae.

## Vita privata
Prima che la sua situazione professionale si stabilizzasse con la musica, Jeremy Zucker ha lavorato come istruttore di snowboad.

## Stile e influenze musicale
Zucker ha citato Blink-182, Jon Bellion, Blackbear, Eden, Bon Iver, Mac Miller e Wet come sue principali influenze musicali.

## Discografia

### Album in studio
- 2020 – Love Is Not Dying
- 2021 – Crusher

### EP
- 2015 – Beach Island
- 2015 – Breathe
- 2017 – Motions
- 2017 – Idie
- 2018 – Stripped
- 2018 – Glisten
- 2018 – Summer
- 2019 – Brent (con Chelsea Cutler)
- 2021 – Brent II (con Chelsea Cutler)

### Singoli
- 2015 – Melody
- 2015 – Flying Kites
- 2015 – Bout It
- 2015 – Dramamine
- 2016 – Peace Signs
- 2016 – Weakness
- 2016 – Paradise (feat. Cisco the Nomad)
- 2016 – When You Wake Up...
- 2016 – Upside Down (feat. Daniel James)
- 2017 – IDK Love
- 2017 – Talk Is Overrated (feat. Blackbear)
- 2018 – All the Kids Are Depressed
- 2018 – Comethru (feat. Bea Miller)
- 2019 – You Were Good to Me (con Chelsea Cutler)
- 2019 – Better Off (con Chelsea Cutler)
- 2019 – Oh Mexico
- 2020 – Always, I'll Care
- 2020 – Not Ur Friend
- 2020 – Julia
- 2020 – Supercuts
- 2021 – This Is How You Fall in Love (con Chelsea Cutler)
- 2021 – 18
- 2021 – Honest
- 2021 – Cry with You
- 2021 – That Way (con Tate McRae)
- 2021 – Therapist
- 2022 – Sociopath (feat Keshi)
- 2023 – Internet Crush